# Hoe dan ook
Hoe dan ook is een lied van de Nederlandse zanger Guus Meeuwis in samenwerking met het Nederlandse zangduo Acda en De Munnik. Het werd in 2023 als single uitgebracht en stond in hetzelfde jaar als eerste track op het album Uit het hoofd van Guus Meeuwis.

## Achtergrond
Hoe dan ook is geschreven door Guus Meeuwis, Thomas Acda, Paul de Munnik en Christon Kloosterboer en geproduceerd door Kloosterboer. Het is een kerstlied dat past in het genre nederpop. Meeuwis en Acda vertelden dat ze al jaren het idee om samen een kerstlied te maken. Ze probeerden bewust een kerstsingle te maken met zo min mogelijk clichés, maar toch het kerstgevoel te pakken in het lied.

## Hitnoteringen
De artiesten hadden weinig succes met het lied in de Nederlandse hitlijsten. Er was geen notering in de Single Top 100 en ook de Top 40 werd niet bereikt. Bij laatstgenoemde was er wel de achtste positie in de Tipparade.